# DATArecords
DATArecords is een Nederlands platenlabel voor jazz. Het werd in 1982 opgericht door Dick Lucas, die al sinds de jaren zeventig geïmproviseerde muziek opneemt, onder meer verschenen op ICP. Musici wier werk op het label uitkwam zijn onder meer Maurice Horsthuis, Sean Bergin, Ernst Reijseger en Alan Purves, Han Bennink, Guus Janssen, Wolter Wierbos en Cor Fuhler en het trio van Ab Baars.